# Ottokar Slawik
Ottokar Slawik (2. července 1871, Těšín – 22. května 1946, Schärding) byl hudební skladatel a hudební kritik.
Vyučoval na hudební škole v Těšíně (Musikschule Slawik), kterou roku 1860 založil jeho otec Karl Slawik. Zkomponoval klavírní skladby, písně, sborové zpěvy a operu Resel. Zemřel v Rakousku.
Mezi žáky těšínské školy Ottokara Slawika patřil Max Rostal. Jeho synem byl hudební skladatel Fritz Slawik.